# Jetmobile
Jetmobile war eine US-amerikanische Automobilmarke, die nur 1952 von Richard Harp in Frederick (Maryland) gebaut wurde.
Der offene Einsitzer wurde aus drei Treibstofftanks für Flugzeuge zusammengeschweißt. Vorne hatte der Wagen nur ein Rad, hinten war die Antriebsachse eingebaut. Sein Aussehen war daher ungewöhnlich, aber sehr elegant und sehr futuristisch. Diente im Prototyp noch ein Flugzeugmotor von Lycoming als Antrieb, so erhielten die Serienfahrzeuge einen seitengesteuerten V8-Motor von Ford, der aus 2229 cm³ Hubraum eine Leistung von 60 bhp (44 kW) bei 3500 min−1 zog.